# Vallecorsa
Vallecorsa é uma comuna italiana da região do Lácio, província de Frosinone, com cerca de 3.110 habitantes. Estende-se por uma área de 39 km², tendo uma densidade populacional de 80 hab/km². Faz fronteira com Amaseno, Castro dei Volsci, Fondi (LT), Lenola (LT), Monte San Biagio (LT).

## Demografia
| Variação demográfica do município entre 1861 e 2011                               |
|                                                                                   |
| Fonte: Istituto Nazionale di Statistica (ISTAT) - Elaboração gráfica da Wikipedia |